# Ichneumon graciliformis
Ichneumon graciliformis là một loài tò vò trong họ Ichneumonidae.